# Da Da Da
A Da da da a Trio együttes legismertebb dala. 1982. február 24-én jelent meg kislemezen.
A dal a new wave és a szintipop műfajokba sorolható.

## Története
A dal egy úgynevezett szerelmi ballada, amelyben az énekes arra utal, hogy a másik fél nem szereti őt.
A dalt Gert Krawinkel és Stephan Remmler írta. A dalhoz videóklipet is forgattak. A szerzemény helyet foglal a Trio debütáló albumán. Összesen harminc országban volt listavezető, beleértve hazájában, Németországban is. Világszerte több mint 13 millió példányban kelt el.